# Illorai
Illorai – miejscowość i gmina we Włoszech, w regionie Sardynia, w prowincji Sassari. Graniczy z Bolotana, Bonorva, Bottidda, Burgos, Esporlatu, Orani i Orotelli.
Według danych na rok 2004 gminę zamieszkiwało 1121 osób, 20 os./km².